# تپه وزیرآباد
تپه وزیرآباد مربوط به دوران‌های تاریخی پس از اسلام است و در شهرستان کبودراهنگ، روستای باباشیدالله واقع شده و این اثر در تاریخ ۲۵ اسفند ۱۳۷۹ با شمارهٔ ثبت ۳۶۰۴ به‌عنوان یکی از آثار ملی ایران به ثبت رسیده است.